# Beau Boulter

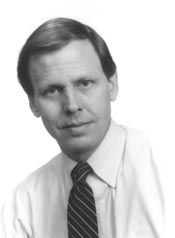
Beau Boulter

Eldon Beau Boulter (* 23. Februar 1942 in El Paso, Texas) ist ein US-amerikanischer Politiker. Zwischen 1985 und 1989 vertrat er den Bundesstaat Texas im US-Repräsentantenhaus.

## Werdegang
Beau Boulter besuchte bis 1960 die Levelland High School und studierte danach bis 1965 an der  University of Texas. Nach einem anschließenden Jurastudium an der Baylor University in Waco und seiner 1968 erfolgten Zulassung als Rechtsanwalt begann er in Amarillo in diesem Beruf zu arbeiten. Gleichzeitig schlug er als Mitglied der Republikanischen Partei eine politische Laufbahn ein. Zwischen 1981 und 1983 saß er im Stadtrat von Amarillo. 1982 strebte er erfolglos die Nominierung seiner Partei für die Kongresswahlen an.
Bei den Kongresswahlen des Jahres 1984 wurde Boulter dann im 13. Wahlbezirk von Texas in das US-Repräsentantenhaus in Washington, D.C. gewählt, wo er am 3. Januar 1985 die Nachfolge des ihm zuvor unterlegenen Demokraten Jack English Hightower antrat. Nach einer Wiederwahl konnte er bis zum 3. Januar 1989 zwei Legislaturperioden im Kongress absolvieren.
Im Jahr 1988 verzichtete er auf eine weitere Kandidatur. Stattdessen strebte er erfolglos die Wahl in den Senat der Vereinigten Staaten an. 1992 bewarb er sich ebenso erfolglos um seine Rückkehr in den Kongress. Heute betreibt Beau Boulter eine Immobilienfirma in Amarillo und die Lobbyfirma Beau Boulter LLC in Washington. Mit seiner Frau hat er drei Kinder.